# Куйвасту
Ку́йвасту (ест. Kuivastu) — деревня в волости Муху уезда Сааремаа, Эстония.

## Географія
Розташована на східному узбережжі острова Муху. Бухта Куйвасту є основним транспортним вузлом найбільшого естонського острова Сааремаа, острови Муху та Сааремаа пов'язані дамбою. Тут діє поромна переправа через протоку Суурвяйн на материк до населеного пункту Віртсу.

## Населення
За даними перепису населення 2011 року в селі проживало 48 осіб, усі — естонці.
Динаміка чисельності населення села Куйвасту :
| Рік     | 2000 | 2011 | 2017 | 2018 | 2019 | 2020 |
| ------- | ---- | ---- | ---- | ---- | ---- | ---- |
| Жителів | 73   | ↘ 48 | ↗ 62 | ↗ 64 | ↘ 62 | ↗ 63 |

## Історія
У середні віки існувала податна одиниця (вакус) Куйст (Kuist). У писемних джерелах 1592 згадується Kuyast, 1645 — Küwast, 1798 — Kuiwast (нім.). На землях однойменного села в період 1751 — 1758 років було засновано мизу Куйвасту. У ході земельної реформи в 1920-х роках на землях націоналізованої мизи виникло поселення Куйвасту, яке згадується в писемних джерелах не пізніше 1945 як село.
У Першу світову війну порт Куйвасту служив базою російського флоту захисту проходу між Фінським і Ризьким затоками. Звідси в 1914—1917 роках проводилися роботи з поглиблення головного фарватеру. Рейд Куйвасту став місцем Моонзундської битви 17 жовтня 1917 року.
На початку 1919 року в селищі Куйвасту мала відбутися загальна мобілізація для захисту від наступу Червоної Армії в роки Естонської визвольної війни. Однак населення Куйвасту виступило проти мобілізації. Заколотники вбили офіцера, який проводив мобілізацію, і ще двох офіцерів — керуючого мизою дворянського сімейства Буксгевденів та Оскара Рара, рідного брата полковника російської армії В. Ф. Рара. Заколот було придушено 18 лютого 1919 лояльними уряду Естонії військами.
29 вересня 1944 року тут висадився радянський десант, і було створено перший плацдарм звільнення островів Муху і Сааремаа від німецьких військ.

## Відомі особи
- Поет, перекладач, лінгвіст і фольклорист Віллем Грюнталь-Рідала (1885—1942) народився в шинку Куйвасту.[9]

## Галерея

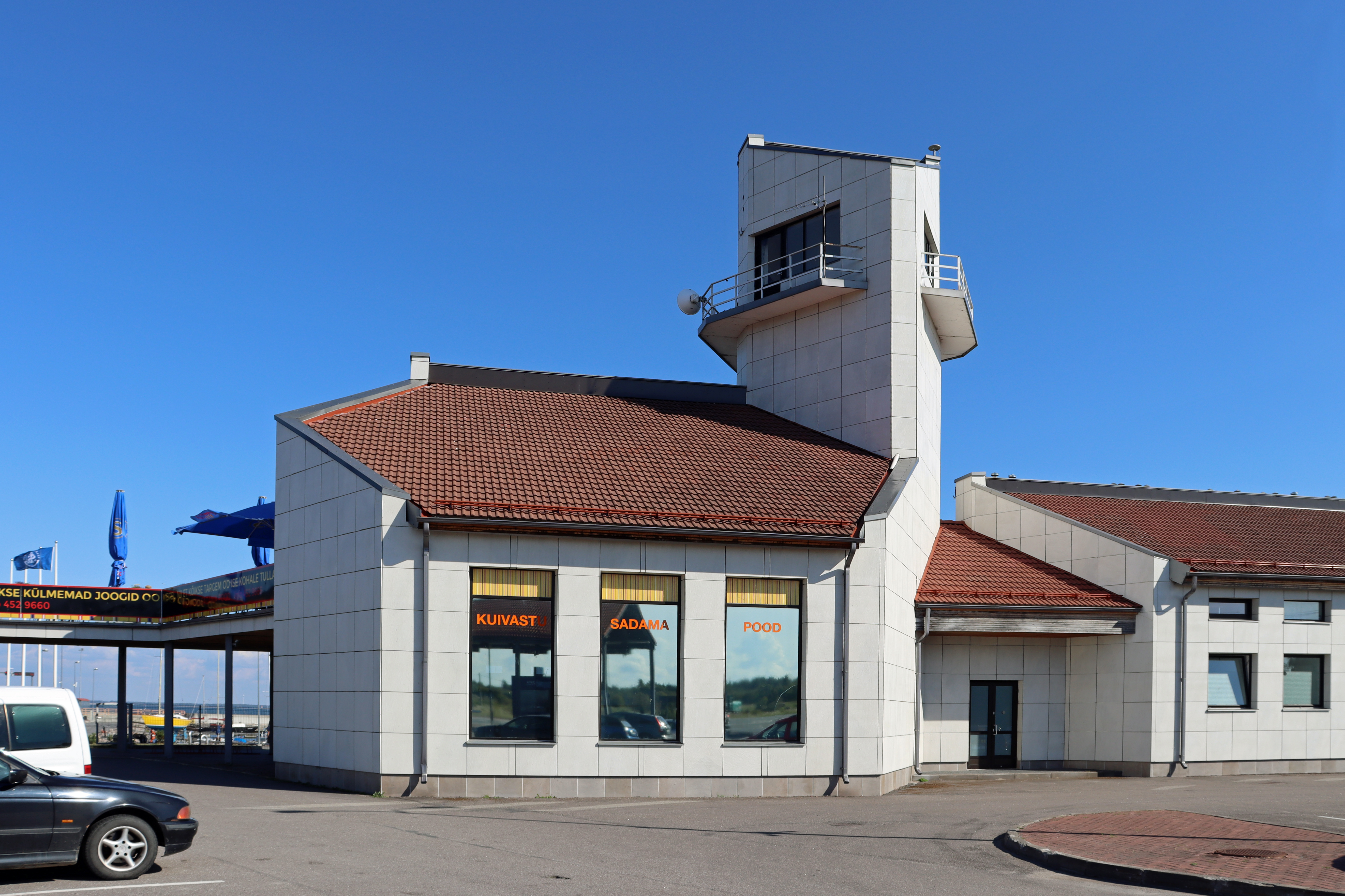
Будівля порту Куйвасту
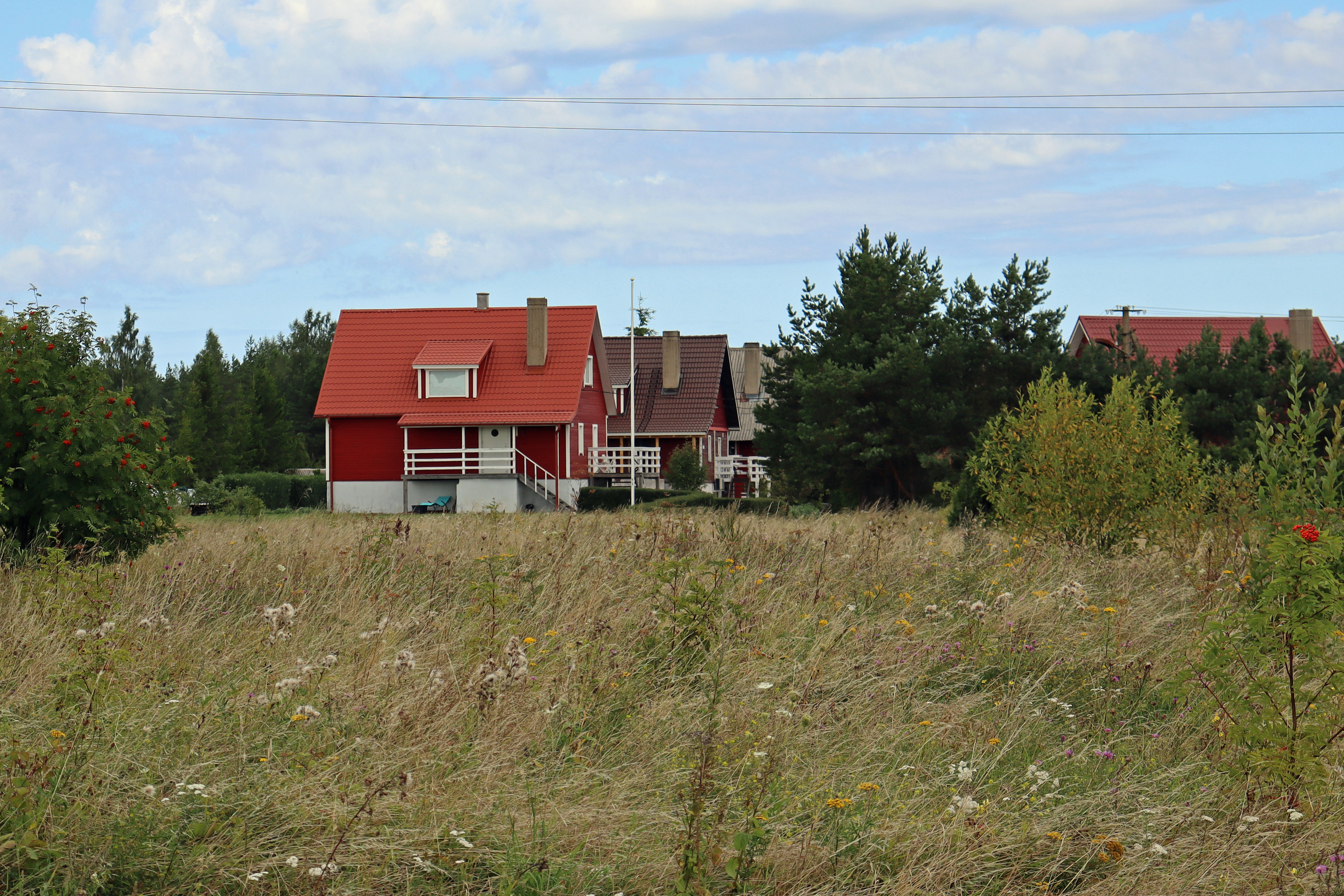
Село Куйвасту
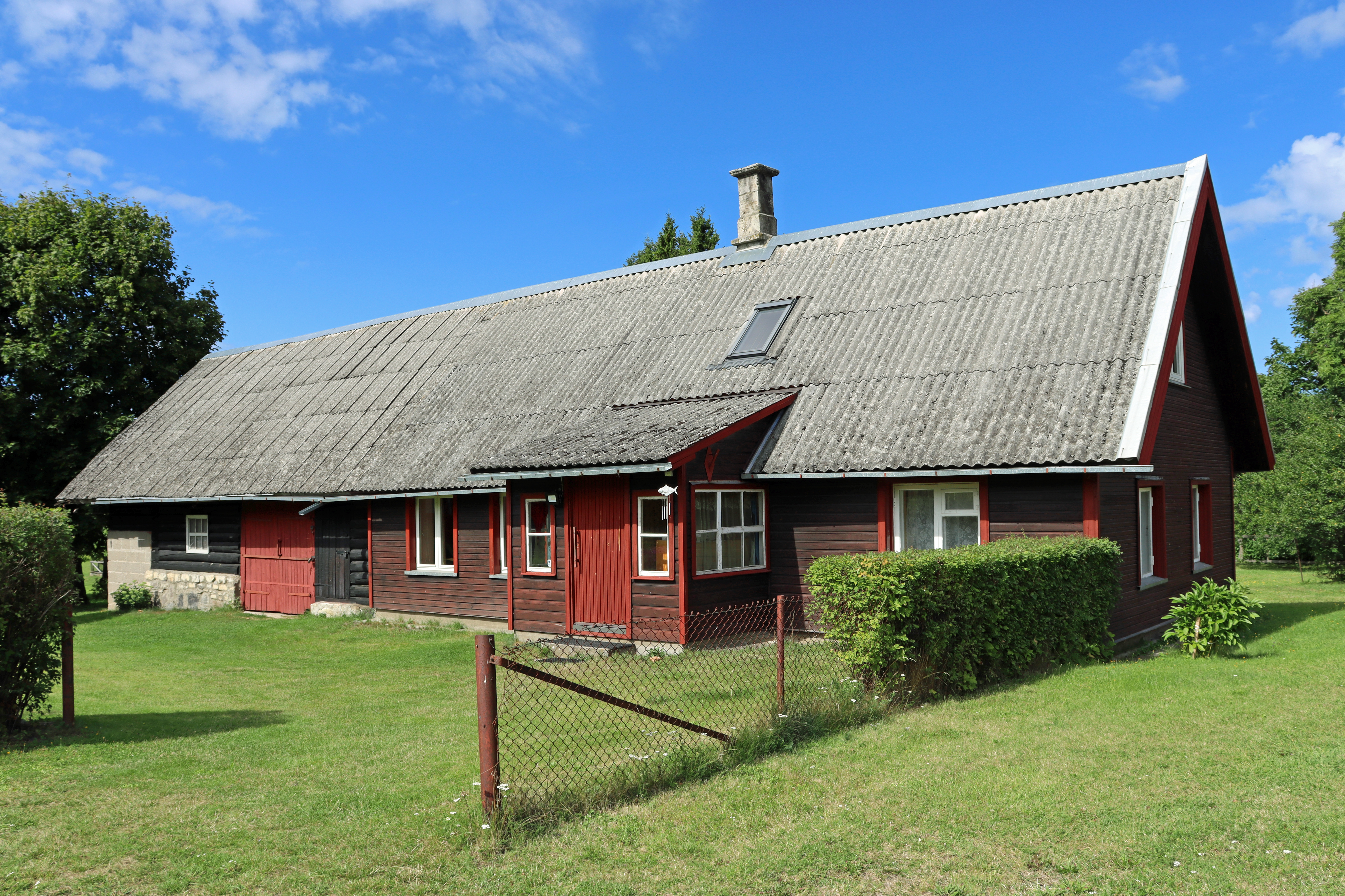
Житловий будинок у Куйвасту
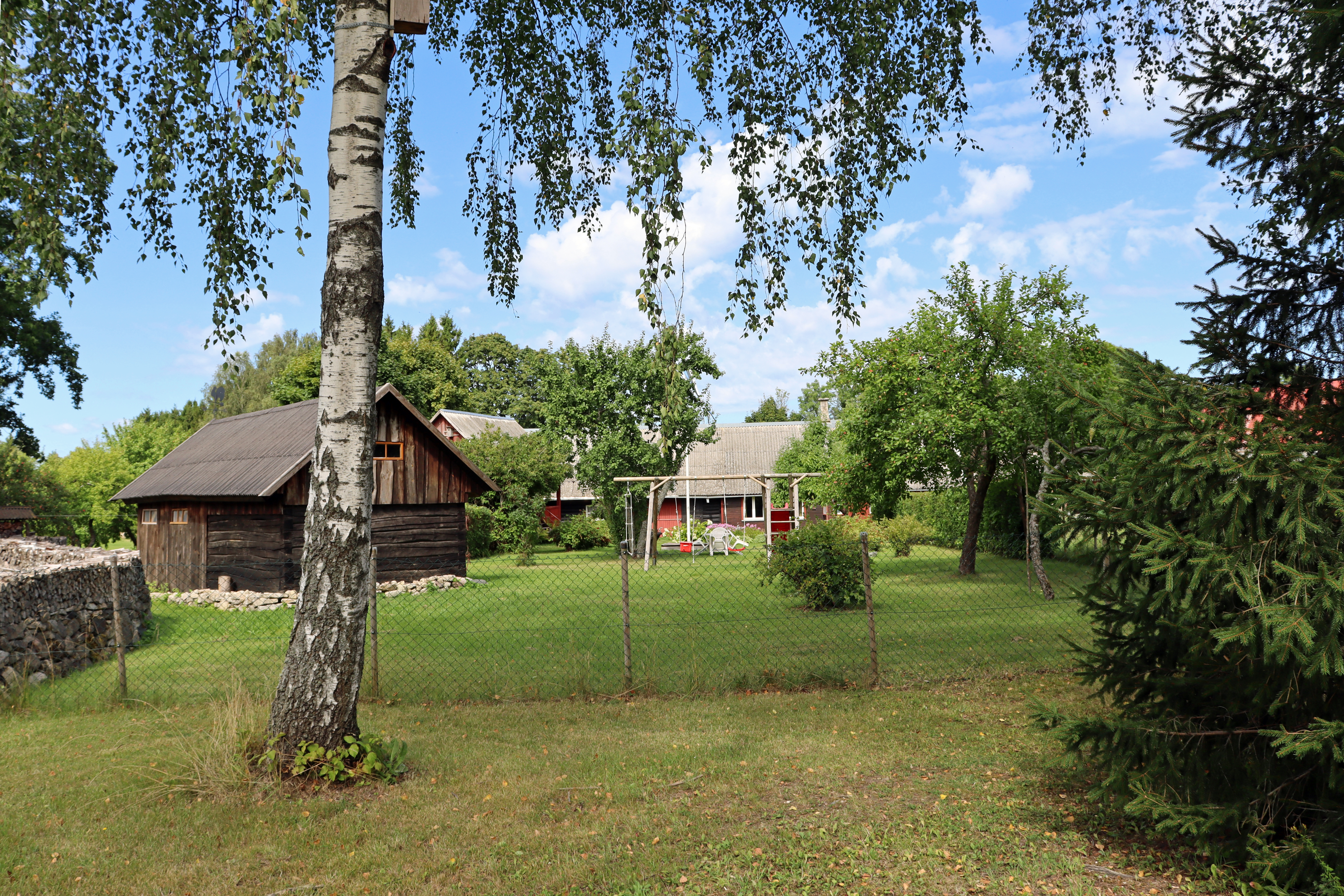
Домогосподарство в Куйвасту
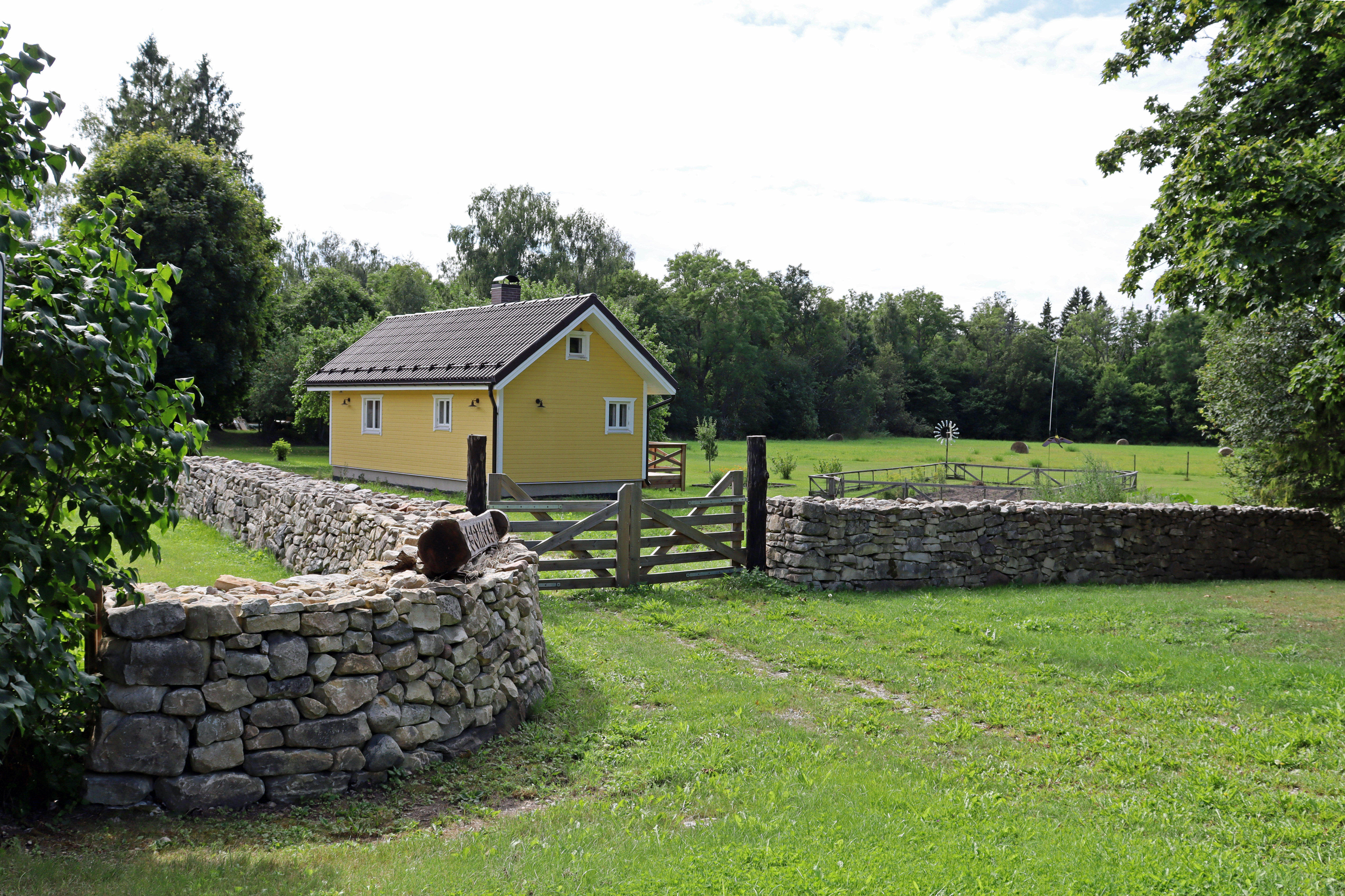
Вулиця у Куйвасту